# Sáng kiến Chiang Mai

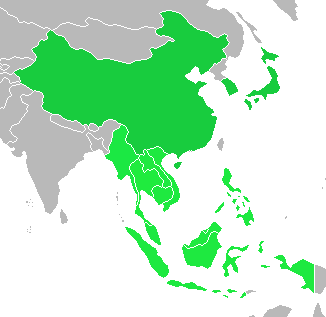
Thành viên Sáng kiến Chiang Mai: các nước ASEAN có màu lục nhạt; các nước +3 màu lục đậm.

Sáng kiến Chiang Mai (tiếng Anh: Chiang Mai Initiative, viết tắt: CMI) là một thỏa thuận hoán đổi tiền tệ đa phương giữa mười thành viên của Hiệp hội các quốc gia Đông Nam Á (ASEAN), Trung Quốc (bao gồm cả Hồng Kông), Nhật Bản và Hàn Quốc. Sáng kiến này được trích từ dự trữ ngoại hối nhà nước 120 tỷ đô la Mỹ và được khởi động vào ngày 24 tháng 3 năm 2010. Quỹ đó đã được mở rộng lên 240 tỷ đô la Mỹ vào năm 2012.
Sáng kiến bắt đầu như một loạt các thỏa thuận hoán đổi song phương sau khi các nước ASEAN+3 gặp nhau tại một cuộc họp thường niên của Ngân hàng Phát triển châu Á, vào ngày 6 tháng 5 năm 2000 tại Chiang Mai, Thái Lan. Sau cuộc khủng hoảng tài chính châu Á 1997, các nước thành viên khởi động sáng kiến này nhằm quản lý các vấn đề thanh khoản ngắn hạn trong khu vực và tránh phụ thuộc vào Quỹ Tiền tệ Quốc tế.

## Thành viên
Bloomberg ước tính rằng các thành viên Sáng kiến Chiang Mai đã nắm giữ hơn 4,1 nghìn tỷ đô la Mỹ dự trữ ngoại hối trong năm 2009.
| Cờ | Quốc gia                | Đơn vịtiền tệ        | Ngân hàng trung ương                                       | GDP danh nghĩa năm 2013 (triệu US$) | GDP theo PPP năm 2013 (triệu US$) | Đóng góp tài chính (triệu US$) | Khoản vay tối đa (triệu US$) |
| -- | ----------------------- | -------------------- | ---------------------------------------------------------- | ----------------------------------- | --------------------------------- | ------------------------------ | ---------------------------- |
|    | Trung Quốc và Hồng Kông | nhân dân tệ và đô la | Ngân hàng Nhân dân Trung Quốc và Cơ quan Tiền tệ Hồng Kông | 9,300,911                           | 14,009,813                        | 38,400                         | 19,200                       |
|    | Nhật Bản                | yên                  | Ngân hàng Nhật Bản                                         | 5,149,897                           | 4,778,523                         | 38,400                         | 19,200                       |
|    | Hàn Quốc                | won                  | Ngân hàng Trung ương Hàn Quốc                              | 1,258,586                           | 1,687,138                         | 19,200                         | 19,200                       |
|    | Indonesia               | rupiah               | Ngân hàng Indonesia                                        | 946,391                             | 1,314,660                         | 4,770                          | 11,925                       |
|    | Thái Lan                | baht                 | Ngân hàng Thái Lan                                         | 424,985                             | 701,554                           | 4,770                          | 11,925                       |
|    | Malaysia                | ringgit              | Ngân hàng Trung ương Malaysia                              | 327,911                             | 532,515                           | 4,770                          | 11,925                       |
|    | Singapore               | đô la                | Cơ quan Tiền tệ Singapore                                  | 286,925                             | 338,551                           | 4,770                          | 11,925                       |
|    | Philippines             | peso                 | Bangko Sentral ng Pilipinas                                | 284,472                             | 457,314                           | 3,680                          | 9,200                        |
|    | Việt Nam                | đồng                 | Ngân hàng Nhà nước Việt Nam                                | 155,952                             | 343,024                           | 1,000                          | 5,000                        |
|    | Campuchia               | riel                 | Ngân hàng Quốc gia Campuchia                               | 15,672                              | 39,734                            | 120                            | 600                          |
|    | Myanmar                 | kyat                 | Ngân hàng Trung ương Myanmar                               | 57,439                              | 96,812                            | 60                             | 300                          |
|    | Brunei                  | đô la                | Ngân hàng Trung ương Brunei                                | 16,451                              | 22,305                            | 30                             | 150                          |
|    | Lào                     | kíp                  | Ngân hàng Nhà nước Lào                                     | 10,262                              | 21,083                            | 30                             | 150                          |

Ghi chú
1. ↑  The individual nominal GDP of the People's Republic of China and of Hong Kong are US$9,020,309 million and US$280,682 million respectively.
2. ↑  The individual PPP GDP of the People's Republic of China and of Hong Kong are US$13,623,255 million and US$386,558 million respectively.
3. ↑  Hong Kong's US$4,200 million contribution is included in that of the People's Republic of China.